# Xylobium variegatum
Xylobium variegatum là một loài thực vật có hoa trong họ Lan. Loài này được (Ruiz & Pav.) Garay & Dunst. miêu tả khoa học đầu tiên năm 1961.